# Avatr 12
Avatr 12 (произносится «один два», а не «двенадцать») — электромобиль бизнес-класса, выпускаемый с 2023 года китайской компанией Changan под брендом AVATR Technology.

## Описание
В июле 2023 года компания Changan представила вторую модель под брендом AVATR Technology. Как и Avatr 11, автомобиль разработан бывшим дизайнером BMW Надером Фагихзаде. Дебют состоялся в Мюнхене.
Край крышки багажника закрывается опционально откидывающимся спойлером. Вместо боковых зеркал заднего вида автомобиль оснащён обзорными камерами. Размеры дисков составляют 20—21 дюйм.

## Продажи
Автомобиль Avatr 12 продаётся на внутреннем китайском рынке с августа 2023 года. Поставки планируются в декабре 2023 года. Конкурентом является Zeekr 001.

## Продажи в Европе
5 ноября 2024 года белорусская компания АВТОВЕЛЬТ заявила об эксклюзивном дистрибьюторстве AVATR в Беларуси. В декабре планируется к открытию шоурум на территории автоцентра АВТОИДЕЯ. Официальный сайт дистрибьютора avatr.by.

## Технические характеристики
Avatr 12 оснащается одним электродвигателем мощностью 313 л. с. или двумя мощностью 578 л. с. Аккумуляторы поставляются компанией CATL, а двигатели — компанией Huawei.

## Галерея

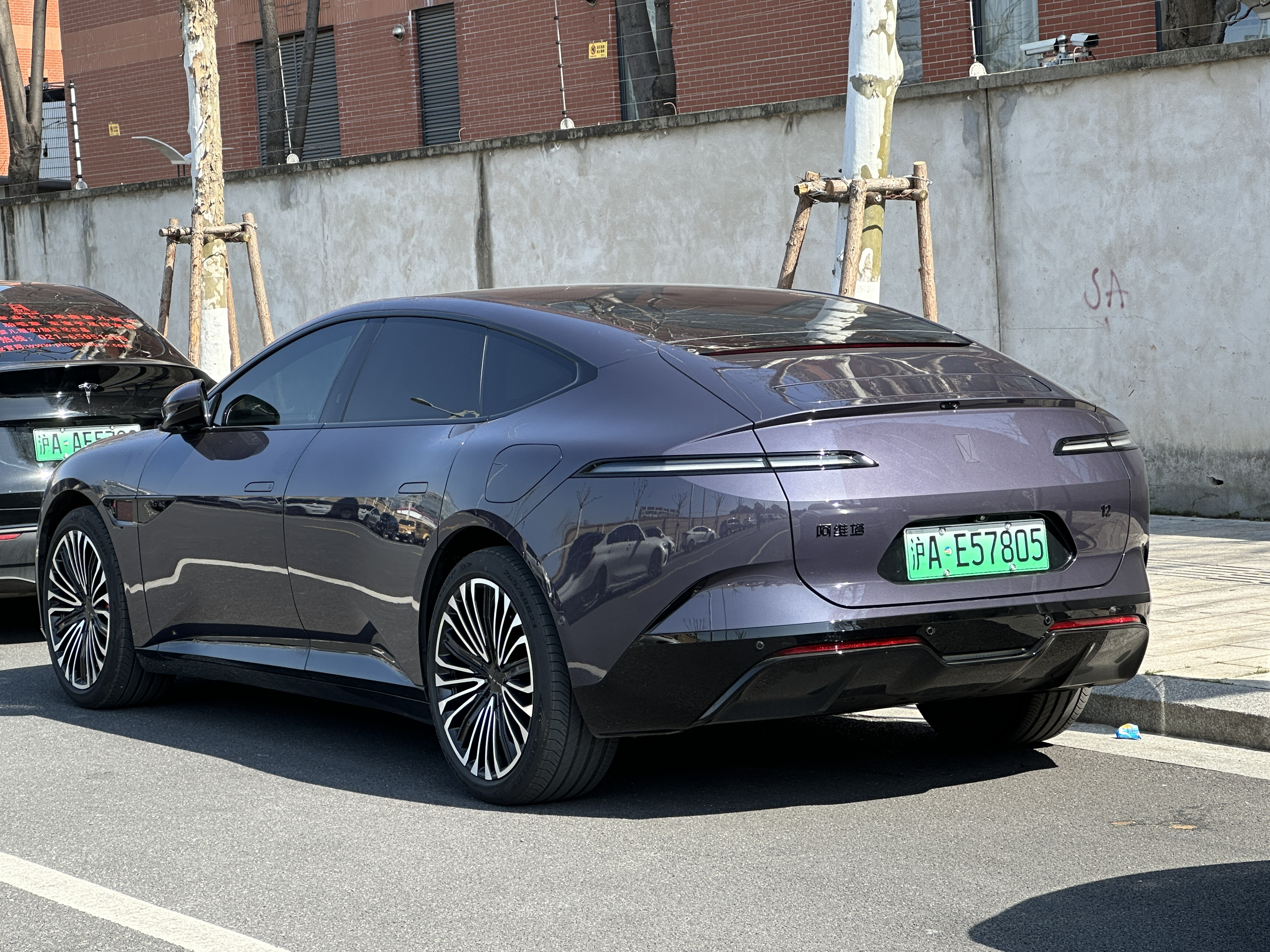
Вид сзади
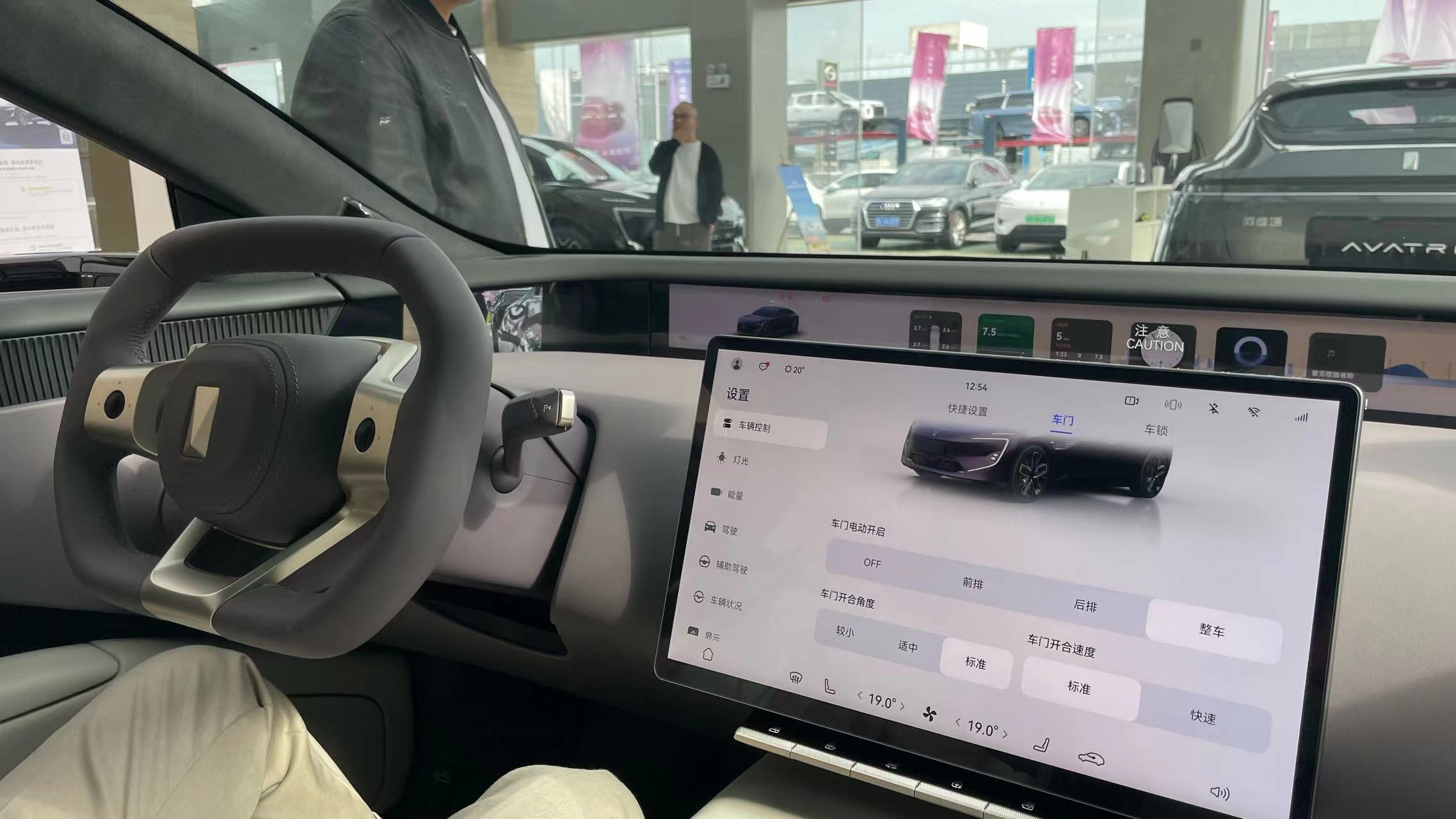
Место водителя